# Station Lemelerveld
Station Lemelerveld (afkorting: Lmv) is een voormalig spoorwegstation in het dorp Lemelerveld. Het station lag aan de spoorlijn Deventer - Ommen van de Overijsselse Lokaalspoorweg-Maatschappij Deventer - Ommen (OLDO).
Het station werd geopend op 1 oktober 1910 en gesloten op 15 mei 1935. De spoorlijn veranderde jaren later in een betonweg, de provinciale weg N348. Het stationsgebouw uit 1909 werd gesloopt in 1940. Er zijn slechts herinneringen overgebleven: de Stationsstraat (toen Stationsweg) en Café 't Hoekje (toen een stationskoffiehuis).